# Concert per a violí (Weinberg)
El Concert per a violí en re menor, op. 67, va ser compost per Mieczysław Weinberg el 1959 i dedicat al virtuós violinista Leonid Kógan, que la va estrenar el 12 de febrer de 1961 a Moscou amb la direcció de Kiríl·l Kondraixin.

## Moviments
- I. Allegro molto
- II. Allegretto
- III. Adagio
- IV. Allegro risoluto[3]

## Origen i context
Aquest concert, diferent del Concertino per a violí de 1948, presenta un caràcter seriós i dramàtic, en contrast amb l'actitud optimista de l'anterior obra. Està dedicat al virtuós violinista soviètic Kógan, conegut tant pel seu èxit internacional com per les seves inclinacions pro-soviètiques. La peça, estructurada en quatre moviments, destaca per una part solista exigent, especialment intensa al primer moviment. Weinberg inclou un homenatge a Mozart en el tercer moviment, amb una cita de la Simfonia núm. 25 del compositor austríac.

## Enregistraments
Després d'un primer enregistrament de Kógan i Kondraixin, fet poc després de la representació de l'estrena, les gravacions han estat poques, entre les quals hi ha un CD discogràfic Naxos amb Ilia Grubert al violí. El 2014 va sortir una altra versió amb Linus Roth al violí i dirigida per Mihkel Kütson, per al segell Challenge Classics.